# Cambois
Cambois – wieś w Anglii, w hrabstwie Northumberland. Leży 20 km na północ od miasta Newcastle upon Tyne i 415 km na północ od Londynu.